# Ali Divandari

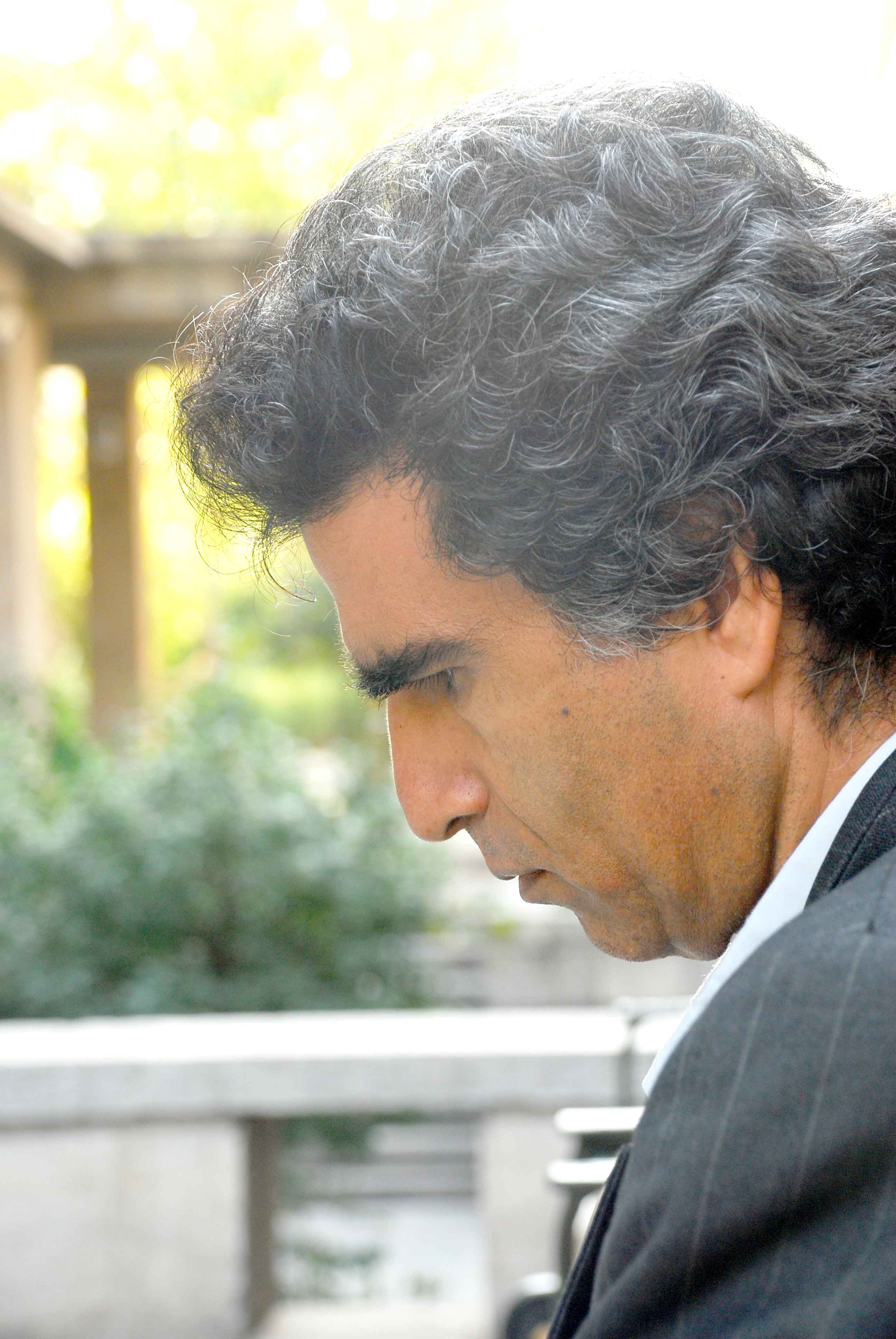
Ali Divandari

Ali Divandari (persisch علی دیواندری; also Alī Dīvāndarī) (* 6. September 1957 in Sabzevar) ist ein iranischer Karikaturist, Maler, Grafiker, Bildhauer und Journalist.
1957 in Sabzevar geboren, studierte Divandari Grafik an der Universität Teheran. Seit 1975 arbeitet er als Grafik-Designer und Karikaturist. Seine Arbeiten wurden in zahlreichen Ländern veröffentlicht. Er wurde zudem bekannt durch eine Vielzahl von Ausstellungen und seine Mitarbeit als Juror bei internationalen Karikatur-Wettbewerben. Auszeichnungen erhielt er u. a. in Japan, Italien, Belgien und Korea.

## Einzelausstellungen
- Kavir Gallery / Sabzevar-Iran / 1976
- Andisheh Gallery / Tehran-Iran / 21.–30. Januar 1996 / 50 Arbeiten
- Abshar Art House / Sabzevar-Iran / September–Oktober 2000 / 30 Arbeiten
- Seyhun Art Gallery / Tehran-Iran / 20.–25. April 2002 / 30 Arbeiten
- Yasemi Gallery / Tabriz-Iran / 18.–22. Oktober 2002 / 40 Arbeiten
- Kolbe-ye-Javan Gallery / Ardebil-Iran / 10.–18. August 2004 / 36 Arbeiten
- Isfahan Cartoon House / Isfahan-Iran / 29. August – 9. September 2004 / 40 Arbeiten
- Sales Art Gallery / Tehran-Iran / 7.–20. Januar 2005 / 28 Arbeiten
- Aban Art Gallery / Tehran-Iran / 22.–27. Januar 2005 / 30 Arbeiten

Mehr als 300 Arbeiten in 9 Einzelausstellungen seit 1976

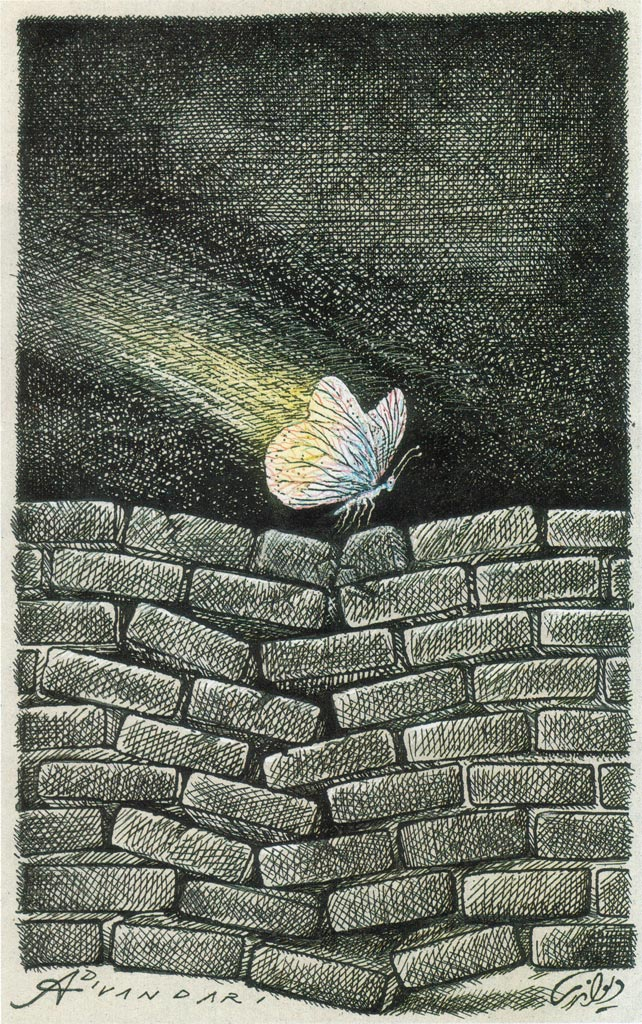
Cartoon von Ali Divandari
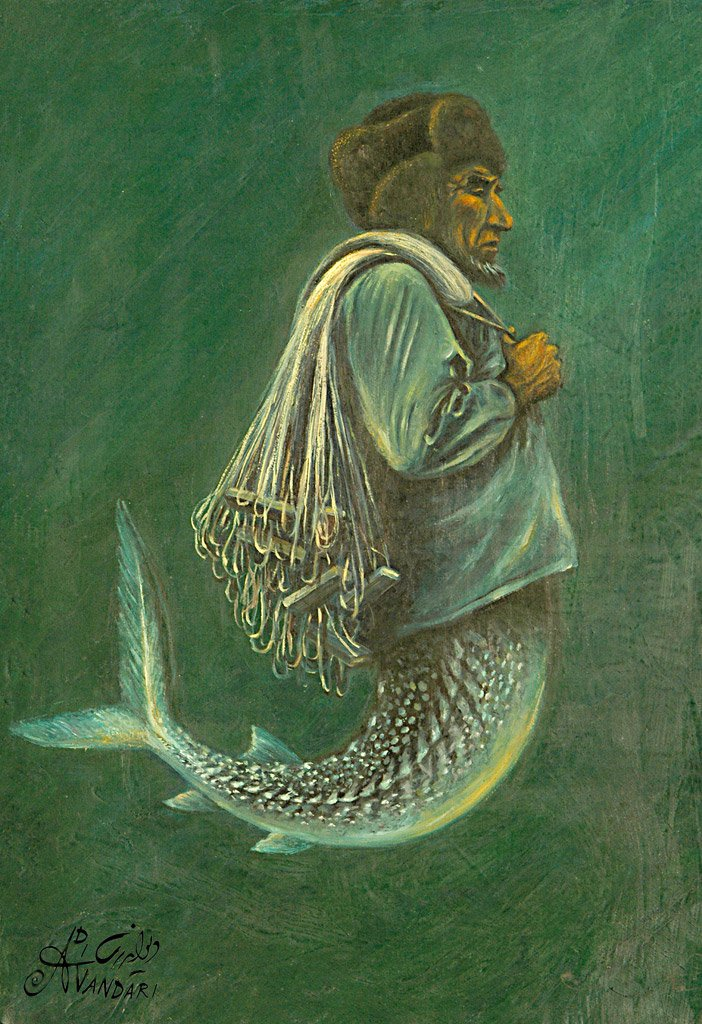
Gemälde von Ali Divandari
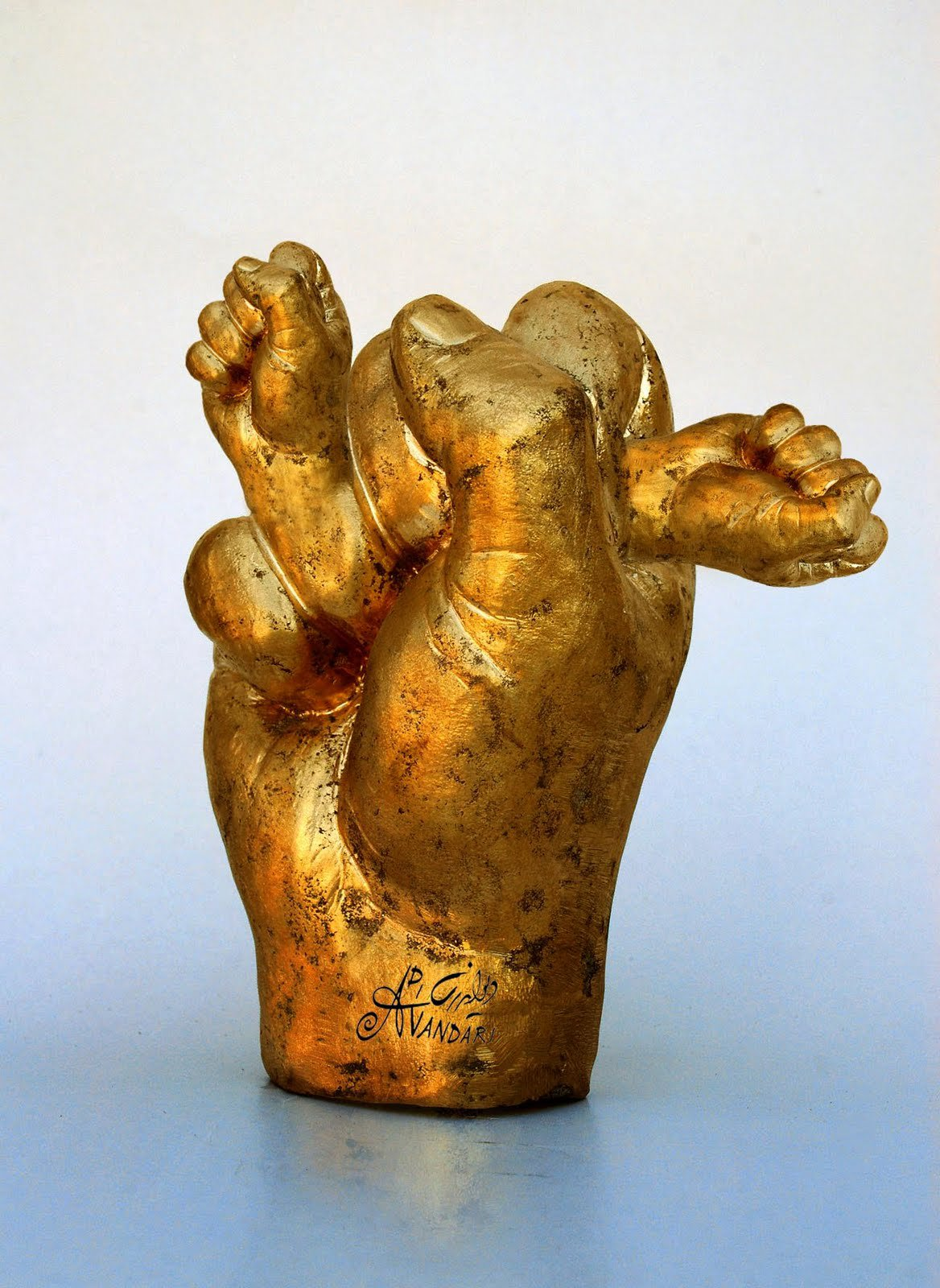
Skulptur von Ali Divandari
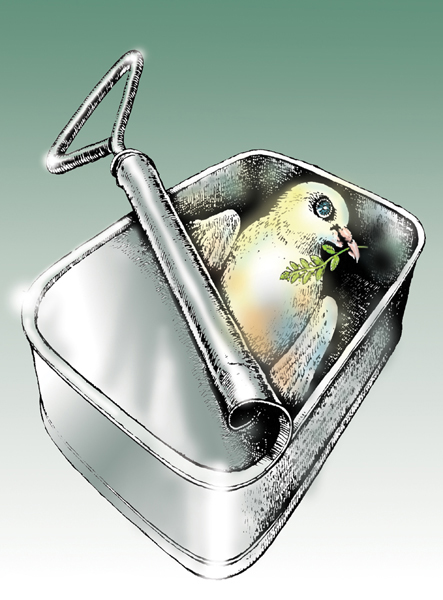
Cartoon von Ali Divandari